# Arturo Ortiz
Arturo Ortiz Martínez (Monterrey, 25 agosto 1992) è un calciatore messicano, difensore dell'El Paso Locomotive in prestito dal Juárez.

## Carriera

### Club
Cresciuto nelle giovanili di Curtidores, Celaya e della squadra della sua città natale, il Monterrey, nel 2011 firma il suo primo contratto da professionista con il Coras de Tepic, militante nella terza divisione messicana. L'anno successivo si trasferisce al León in massima serie, dove trova poco spazio, giocando 6 partite in campionato, 10 in coppa e 2 nella fase a gironi della CONCACAF Champions League. Dal 2015 milita in varie squadre della seconda divisione messicana, fino al 17 agosto 2021, quando viene acquistato dal Pumas UNAM, formazione della prima divisione messicana.

### Nazionale
Nel 2022 ha esordito in nazionale.

## Statistiche

### Presenze e reti nei club
Statistiche aggiornate al 26 settembre 2022.
| Stagione                    | Squadra                     | Campionato                  | Campionato | Campionato | Coppe nazionali | Coppe nazionali | Coppe nazionali | Coppe continentali | Coppe continentali | Coppe continentali | Altre coppe | Altre coppe | Altre coppe | Totale | Totale |
| Stagione                    | Squadra                     | Comp                        | Pres       | Reti       | Comp            | Pres            | Reti            | Comp               | Pres               | Reti               | Comp        | Pres        | Reti        | Pres   | Reti   |
| --------------------------- | --------------------------- | --------------------------- | ---------- | ---------- | --------------- | --------------- | --------------- | ------------------ | ------------------ | ------------------ | ----------- | ----------- | ----------- | ------ | ------ |
| 2011-2012                   | Coras de Tepic              | SDM                         | 24         | 3          | CM              | 0               | 0               |                    | -                  | -                  |             | -           | -           | 24     | 3      |
| 2012-2013                   | León                        | LMX                         | 0          | 0          | CM              | 3               | 0               |                    | -                  | -                  |             | -           | -           | 3      | 0      |
| 2013-2014                   | León                        | LMX                         | 5          | 0          | CM              | 7               | 0               |                    | -                  | -                  |             | -           | -           | 12     | 0      |
| 2014-gen. 2015              | León                        | LMX                         | 1          | 0          | CM              | 0               | 0               | CCL+CL             | 2+0                | 0                  |             | -           | -           | 3      | 0      |
| Totale León                 | Totale León                 | Totale León                 | 6          | 0          |                 | 10              | 0               |                    | 2                  | 0                  |             | -           | -           | 18     | 0      |
| gen.-mag. 2015              | Mineros de Zacatecas        | AMX                         | 11         | 1          | CM              | 2               | 0               |                    | -                  | -                  |             | -           | -           | 13     | 1      |
| 2015-2016                   | Mineros de Zacatecas        | AMX                         | 35         | 5          | CM              | 7               | 0               |                    | -                  | -                  |             | -           | -           | 42     | 5      |
| lug.-dic. 2016              | Mineros de Zacatecas        | AMX                         | 11         | 0          | CM              | 4               | 1               |                    | -                  | -                  |             | -           | -           | 15     | 1      |
| gen.-mag. 2017              | Leones Negros UdeG          | AMX                         | 16         | 0          | CM              | 0               | 0               |                    | -                  | -                  |             | -           | -           | 16     | 0      |
| 2017-gen. 2018              | Mineros de Zacatecas        | AMX                         | 12         | 1          | CM              | 4               | 0               |                    | -                  | -                  |             | -           | -           | 16     | 1      |
| Totale Mineros de Zacatecas | Totale Mineros de Zacatecas | Totale Mineros de Zacatecas | 70         | 7          |                 | 17              | 1               |                    | -                  | -                  |             | -           | -           | 87     | 8      |
| gen.-mag. 2018              | Correcaminos UAT            | AMX                         | 15         | 2          | CM              | 1               | 0               |                    | -                  | -                  |             | -           | -           | 16     | 2      |
| 2018-2019                   | Correcaminos UAT            | AMX                         | 27         | 1          | CM              | 0               | 0               |                    | -                  | -                  |             | -           | -           | 27     | 1      |
| Totale Correcaminos UAT     | Totale Correcaminos UAT     | Totale Correcaminos UAT     | 42         | 3          |                 | 1               | 0               |                    | -                  | -                  |             | -           | -           | 43     | 3      |
| 2019-2020                   | Leones Negros UdeG          | AMX                         | 22         | 1          | CM              | 3               | 0               |                    | -                  | -                  |             | -           | -           | 25     | 1      |
| 2020-2021                   | Leones Negros UdeG          | LdE                         | 26         | 2          |                 | -               | -               |                    | -                  | -                  |             | -           | -           | 26     | 2      |
| Totale Leones Negros UdeG   | Totale Leones Negros UdeG   | Totale Leones Negros UdeG   | 48         | 3          |                 | 3               | 0               |                    | -                  | -                  |             | -           | -           | 51     | 3      |
| 2021-2022                   | Pumas UNAM                  | LMX                         | 36         | 4          |                 | -               | -               | CCL+LC             | 7+1                | 1+0                |             | -           | -           | 34     | 5      |
| 2022-2023                   | Pumas UNAM                  | LMX                         | 8          | 0          |                 | -               | -               |                    | -                  | -                  |             | -           | -           | 8      | 0      |
| Totale Pumas UNAM           | Totale Pumas UNAM           | Totale Pumas UNAM           | 44         | 4          |                 | -               | -               |                    | 8                  | 1                  |             | -           | -           | 52     | 4      |
| Totale carriera             | Totale carriera             | Totale carriera             | 250        | 21         |                 | 31              | 2               |                    | 10                 | 1                  |             | -           | -           | 291    | 24     |

## Palmarès
- Squadra della stagione della CONCACAF Champions League: 1

2022